# Juan y Junior (álbum)
Juan y Junior, editado en 1969, es el único álbum de estudio del dúo de pop español Juan y Junior.

## Descripción
Álbum debut y también el único que editaron en su efímera carrera artística, reúne los temas que hasta ese momento la banda habían editado en formato sencillo.

## Lista de canciones
- Tiempo de amor - 3:10
- Nada - 3:36
- En San Juan - 3:10
- Nos falta fe - 3:27
- Tus ojos - 3:56
- Bajo el sol - 2:43
- Anduriña - 3:04
- La caza - 2:54
- A dos niñas - 3:10
- Lo que el viento se llevó - 3:52
- Para verte reír - 2:30
- Tres días - 2:27